# Pokémon: los orígenes
Pokémon: los orígenes (ポケットモンスター ジ・オリジン Pocket Monsters: The Origin?) (Pokémon Origins en inglés), es una miniserie de televisión de anime, basado en los acontecimientos de Pokémon Rojo, Pokémon Verde y Pokémon Azul, los primeros videojuegos de la franquicia de Pokémon, con Rojo como protagonista y Azul (Verde en Japón) como su rival.
Esta miniserie especial fue dividida en 4 partes y la animación estuvo a cargo de los estudios OLM, Production I.G y XEBEC. Cada una de estas partes estuvo dirigida por un director diferente de estos estudios. 
En Japón, los episodios fueron emitidos por TV Tokyo desde el 2 de octubre de 2013, diez días antes del lanzamiento de los videojuegos Pokémon X e Y e internacionalmente fueron emitidos por medio del servicio de televisión de Nintendo Pokémon desde el 15 de noviembre de 2013.

## Argumento
Rojo y Azul (Verde en Japón), dos chicos originarios de Pueblo Paleta, reciben de manos del Profesor Oak a sus Pokémon iniciales Charmander y Squirtle respectivamente, para así comenzar con su aventura Pokémon por la región de Kantō. En el camino, Rojo deberá lidiar con la rivalidad que se ha formado entre él y Azul (Verde en Japón), además de asumir la responsabilidad de ir completando la Pokédex y finalmente, convertirse en el campeón de la Liga Pokémon. Su primer encuentro de gimnasio contra el líder Brock, así como los feroces combates que tendrá que librar contra la malvada organización Team Rocket comandada por Giovanni, supondrá un gran reto para este joven entrenador.

## Episodios
| |             |                      |                         |  |  |  |  |
| 1 | —           | 2 de octubre de 2013 | 15 de noviembre de 2013 |  |  |  |  |
| Al comienzo aparece una ventana con dos opciones, la de configuración y la de continuar. Luego aparece el profesor Oak dando la bienvenida al mundo Pokémon, mostrando a su Eevee. Luego el episodio se centra en la historia de Rojo, y ese día su madre le dice que el profesor está esperándolo en su laboratorio. El sale de su cuarto y se dirige hacia el laboratorio, en el camino se encuentra con Azul, su rival. Y cuando llegan, el profesor Oak les entrega la Pokédex y les permite escoger un Pokémon inicial, pidiéndoles que cumplan su propio sueño de completar la Pokédex, ya que él está algo viejo. Rojo escoge a Charmander (en honor a su nombre), y Azul a Squirtle (para tener ventaja sobre Rojo) y después de despedirse se va. Rojo sale del laboratorio y empieza su aventura Pokémon, capturando a los que se encuentra en el camino. Después se encuentra con Azul y tienen un combate Pokémon, pero este por falta de experiencia y confianza pierde ante Azul, ese combate es observado por Brock. Cuando acaban, Brock se acerca a Rojo sin decirle quién era y le aconseja sobre los Pokémon diciéndole que debería ir al Centro Pokémon a curar a sus Pokémon y luego dirigirse a un Gimnasio Pokémon. Rojo llega al Centro Pokémon de Ciudad Verde y habla con el profesor Oak, donde este le da algunos consejos sobre el PC. Rápidamente Rojo se dirige a Ciudad Plateada. Aquí el visita el Museo de la Ciencia y oye sobre Brock, así que rápidamente va al gimnasio y ahí se lo encuentra. Él decide retarlo a un combate de gimnasio, Rojo elige a Charmander y Brock a Geodude, pero Charmander muestra tener desventaja, por lo que cambia a Nidoran♂, que usa doble patada y vence a Geodude. Brock saca a Onix, y Nidoran♂ sigue usando doble patada, pero Onix usa venganza y vence a Nidoran♂. Rojo va sacando a Spearow, Pidgey, Rattata y luego a Metapod, que usa disparo demora y es derrotado igual que los otros. Rojo al final saca a Charmander y tenía igual salud que Onix, pero Charmander usa arañazo y gana a Onix debido a los hilos de Metapod, que lo ralentizaron. Rojo gana su primera medalla de gimnasio y descubre el verdadero significado de tener un Pokémon. |             |                      |                         |  |  |  |  |
| 2 | «Cubone»    | 2 de octubre de 2013 | 18 de noviembre de 2013 |  |  |  |  |
| Al inicio aparece la ventana de continuar la partida y se muestran eventos que han sucedido entre este episodio y el anterior: Rojo recibe su medalla Roca, también se muestra que le compra un Magikarp a un vendedor, recupera una MT robada del Team Rocket, Recibe la medalla Cascada de Misty, su Charmander evoluciona a Charmeleon, recibe una caña de pescar, recibe la MO Corte, Vence a Lt. Surge consiguiendo su medalla Trueno, consigue una bicicleta y comienza su viaje atravesando el Túnel Roca para llegar a Pueblo Lavanda. En el Centro Pokémon, mientras curaban a sus Pokémon, Rojo escuchó a dos personas hablar sobre la aparición de fantasmas en la Torre Pokémon y le explican que es en un cementerio Pokémon, pero luego las personas desaparecen. La enfermera Joy le da sus Pokémon y le recomienda que antes de ir a la Torre Pokémon, visite la Casa Pokémon. Al entrar a la Casa Pokémon, una chica llamada Reina atiende a Rojo explicándole y mostrándole que en ese lugar cuidan a los Pokémon abandonados y la casa fue creada por el señor Fuji, pero Rojo ve un Cubone aislado y solitario. Reina le explica en un flashback que fue atacado por el Team Rocket y que su madre, Marowak fue asesinada por de ellos. Entonces Rojo quiso conocer al señor Fuji pero un señor le avisa a todos que el señor Fuji fue a la Torre Pokémon y que el Team Rocket se infiltró en La Torre y la usan como base, por lo que Rojo decide aventurarse para rescatar al señor Fuji, pero no sin que su rival Azul quisiera arrebatarle el lugar de Héroe. Rojo y Azul se aventuran en la torre, pero Azul se adelanta ya que no cree en fantasmas. Al llegar a la sexta planta de la torre se encuentra con un Ghost por lo que sale corriendo y gritando, chocando con Rojo. Azul le dice que huyan de ese lugar, pero Rojo decide enfrentarse al fantasma con Charmeleon. Pronto descubre que los ataques de Charmeleon no hacen nada al Ghost. Mientras Azul sigue subiendo y encuentra a un miembro del Team Rocket y lo desafía. En la casa Pokémon Cubone se escapa y Reina le persigue hasta la Torre Pokémon. Azul le da a Rojo el Scope Silph que le quitó al Team Rocket para poder identificar al Ghost, que resulta ser la madre de Cubone que pide que se vayan de ahí. Cuando llega Cubone, la madre se alegra, se despide de su hijo y se va volando por fin en paz. Luego Rojo se enfrenta al Team Rocket con su Jolteon ganando y haciendo que estos huyan. Reina y Rojo rescatan al señor Fuji. La paz regresa a Pueblo Lavanda y la gente del pueblo se lo agradece a Rojo, luego el señor Fuji le regala a Rojo una Poké flauta y dos misteriosas joyas, Rojo le agradece, se despide de todos y se marcha a seguir con su aventura Pokémon. Al final se encuentra con su rival Azul quien le dice que le debe una por haberle dado el Scope Silph. Rojo se ríe diciendo que Azul corrió gritando como una niña pequeña y Azul empieza a gritar diciendo que se lo ha imaginado. Rojo guarda la partida. |             |                      |                         |  |  |  |  |
| 3 | «Giovanni»  | 2 de octubre de 2013 | 20 de noviembre de 2013 |  |  |  |  |
| En el viaje de Rojo, se muestra que sigue con su aventura Pokémon y que derrotó a Erika, la líder de gimnasio de Ciudad Azulona con su Charmeleon y a Koga, el líder de gimnasio de Ciudad Fucsia; encontró la base del Team Rocket y a su jefe, Giovanni que secuestra Pokémon; usa la poké-flauta para despertar a un Snorlax salvaje que posteriormente lo captura; consigue la supercaña de un pescador que resulta ser el hermano del otro pescador que le dio la otra caña de pescar y luego de muchos enfrentamientos y batallas que tuvo Rojo, su Charmeleon finalmente logra evolucionar en Charizard. Se muestra después que Rojo y Azul salvan a la presidenta de la compañía Silph S.A. de unos reclutas del Team Rocket. Al salvarla ella le explica que el Team Rocket tomó la compañía Silph y que obligan a los trabajadores a perfeccionar la Poké Ball más poderosa del mundo, que atrapa a cualquier tipo de Pokémon: la Master ball y que usan muchos Pokémon para sus experimentos y muchos se debilitaban. Luego piensan la forma de entrar en Silph sin ser vistos, Rojo le dice a Azul que busque a una policía, pero Azul piensa que no funcionara el plan y se marcha al campeonato de la Liga Pokémon, pero Rojo lo detiene y le explica la situación de aquellos Pokémon atrapados y que no puede ser un entrenador verdadero si no cree en ello, y al final acepta. Rojo entra en Silph S.A. y libera todos los Pokémon capturados y deja en libertad a los trabajadores forzados, uno de ellos le agradece y le obsequia un Lapras con el que podrá cruzar los mares. Finalmente llega donde el Jefe del Team Rocket, que se impresiona al verlo, y tiene una batalla con el y su Nidoqueen y Rojo su Charizard, el cual Charizard termina perdiendo con el Surf de Nidoqueen, y lo insulta diciéndole que no sabe utilizar bien a su Charizard, al final se va en un helicóptero. Luego de que escapara Giovanni, Rojo consigue su medalla pantano venciendo a su líder de gimnasio Sabrina, en un Dojo Pokémon venció una cinta negra en karate y obtuvo un Hitmonlee. Fue a las Islas Canela en donde entró en la Mansión Pokémon y leyó un libro sobre un nuevo tipo de Pokémon, Logró vencer a Blaine el líder de Gimnasio de tipo Fuego consiguiendo su séptima medalla y decide combatir con el líder de Gimnasio de Ciudad Verde que volvió y que al parecer Azul ya lo venció. Se sorprende al saber que resulta ser Giovanni el Líder y que no lo acepta, pero pelean usando Giovanni solo dos Pokémon, empieza con Ryhorn y Rojo con Victrebell el cual es vencido rápidamente por el Perforador de Ryhorn, luego manda a su Kabutops el cual debilita un poco a Ryhorn y pierde contra el, luego manda a su Snorlax que fue vencido rápidamente, y Rojo manda a su Jolteon el cual Giovanni quedó decepcionado y vence a su Jolteon con un impactrueno, Rojo lanza a su Hitmonlee, y Giovanni y empieza a sentir sensaciones de emoción, Hitmonlee dio buena batalla y al final ambos se debilitan, Rojo manda a su último Pokémon Charizard, lo cual le hace recordar a Giovanni su vida de niño y lo que se sentía entrenar Pokémon, y lanza a Rhydon ambos pelean con pasión y el vencedor es Charizard. Giovanni le entrega la Medalla tierra deshaciendo al Team Rocket y comenzando una nueva vida. Por otra parte Rojo se aventura a su siguiente reto como entrenador Pokémon: El campeonato de la Liga de Kanto. Rojo guarda la partida. |             |                      |                         |  |  |  |  |
| 4 | «Charizard» | 2 de octubre de 2013 | 22 de noviembre de 2013 |  |  |  |  |
| Se continúa la partida. Rojo sale de la Calle Victoria y se dirige a la Liga Pokémon. Se enfrenta a Lorelei, Bruno y Agatha, llega a donde Lance y derrota a su Dragonite con la ayuda de Lapras. Al terminar el combate Lance le dice que ya es el campeón pero aun le queda un reto más. Lance le abre la puerta y Rojo avanza, y sobre unas escaleras ve a Azul. Rojo saca a Jolteon y Azul a Pidgeot, Jolteon ataca con trueno y Pidgeot lo esquiva; entonces se muestran una serie de imágenes en las que se ve combatiendo a Alakazam contra Scyther, Rhydon contra Lapras, Lapras contra Arcanine, Exeggutor contra Dodrio, Persian contra Exeggutor y Blastoise contra Persian. Se vuelve al combate en donde Blastoise derrota a Jolteon con un cabezazo dejando a ambos con un Pokémon. Rojo llama finalmente a Charizard al combate atacando rápidamente con un megapuño el cual Blastoise resiste y contraataca con hidrobomba dejando a punto de caer a Charizard. Charizard usa giro fuego seguido de llamarada dejando fuera de combate a Blastoise y dándole a Rojo el título de campeón. En ese momento llega el profesor Oak y lleva a Rojo al salón de la fama en donde este le dice que está dispuesto a completar su Pokédex. Rojo guarda la partida y luego la continúa. Continuando con su viaje para completar la Pokédex aparece luchando contra un Fearow, capturando un Arbok, surfeando sobre Lapras y capturando un Tentacool, capturando un Pikachu, un Chansey en la Zona Safari, y a las tres Aves legendarias, Articuno, Zapdos y Moltres. Luego Rojo va al laboratorio del profesor Oak a decirle que había capturado a los 149 Pokémon de Kanto, pero la ayudante le dice que el profesor está ocupado en su casa. Rojo lo va a ver y este estaba cuidando de Azul. Rojo y le pregunta que ocurrió y Azul le responde que Blastoise le cayó encima en un combate contra un Pokémon en la Cueva Celeste. Tras una charla, Azul menciona que este Pokémon usaba barrera y psíquico por esto era imposible de vencer. Entonces Rojo menciona que en algún lugar había leído sobre esto, pero no logra recordarlo y aun así decide ir a capturar a ese Pokémon. Se cambia la escena al Sr. Fuji el cual estaba alimentando a un Vulpix y le dice que el antiguo campeón de la liga había perdido frente a un Pokémon de la Cueva Celeste. De vuelta al laboratorio, el profesor Oak le pregunta sobre las joyas y este le dice que el señor Fuji se las había regalado. Rojo recuerda que en la Mansión Pokémon de Isla Canela había leído sobre eso y que el Pokémon misterioso y tan poderoso podría ser Mewtwo. El profesor le dice que le dé una de las joyas a Charizard y que la otra la tenga él. Rojo toma su bici y pone rumbo a la aventura. En otra escena se ve a Reina entrando a la oficina del señor Fuji y le dice que Rojo se enfrentaría al Pokémon de la Cueva Celeste. Rojo está llegando sobre Lapras y puede ver a Mewtwo y comienza el combate con su Gengar, al cual Mewtwo vence fácilmente, y su Articuno, que sufre las mismas consecuencias. Finalmente Rojo saca a su Charizard, al cual Mewtwo acierta un rapidez haciendo que caiga. Rojo lo recoge y tras asegurarse de que está bien, manda a Charizard a usar cuchillada, pero Mewtwo usa barrera seguido de psíquico lanzando por los aires a Charizard el cual golpea a Rojo haciendo que caigan ambos al agua. Rojo se da cuenta de que Charizard aún no se rinde y una luz comienza a brillar de la piedra activadora de Rojo y de la megapiedra de Charizard. Mewtwo escucha la explosión del agua y aparece Charizard trasformado en Mega-Charizard X el cual ataca con una llamarada. Mewtwo resiste el ataque y Rojo le lanza una Ultra Ball, pero Mewtwo escapa de ella y ataca de nuevo con rapidez. Charizard aguanta y contraataca con su propia rapidez el cual Mewtwo intenta esquivar pero le acierta de lleno. Charizard continua con cuchillada y Mewtwo intenta esquivar, Rojo ve que ya esta lista su misión y que Charizard es bastante fuerte mandándolo a usar megapuño el cual lanza a Mewtwo contra una roca dejándolo débil y finalmente es capturado con otra Ultra Ball. Finalmente aparecen Rojo, Azul, El profesor Oak y su ayudante comiendo en el laboratorio y Rojo recuerda que en el libro también estaba el nombre de Mew, del cual había nacido Mewtwo y este decide que ahora irá por él. En ese momento, un Mew se asoma por la ventana y al oír que Rojo irá por él huye asustado, terminando así el episodio y la serie de Pokémon: los orígenes. |             |                      |                         |  |  |  |  |

## Reparto
El reparto de los actores/actrices de voz está conformado de la siguiente forma:
| Personajes        | Japón               | España             |
| ----------------- | ------------------- | ------------------ |
| Rojo              | Junko Takeuchi      | Álvaro de Juan     |
| Azul (Verde)      | Takuya Eguchi       | Aitor González     |
| Professor Oak     | Katsuji Mori        | José Padilla       |
| Brock (Takeshi)   | Tomokazu Sugita     | Víctor Martínez    |
| Giovanni (Sakaki) | Rikiya Koyama       | Richard del Olmo   |
| Lance (Wataru)    | Tokuyoshi Kawashima | Antonio Cremades   |
| Reina             | Yui Ishikawa        | Sara Heras         |
| Señor Fuji        | Minoru Inaba        | Fernando Hernández |